# Boubers-lès-Hesmond

Boubers-lès-Hesmond este o comună în departamentul Pas-de-Calais, Franța. În 1 ianuarie 2022 avea o populație de 70 de locuitori.